# Art of Fighting (série)
Art of Fighting é uma série de jogos eletrônicos de luta produzido pela SNK, sendo formado por três jogos. O primeiro jogo, Art of Fighting, foi lançado em 1992, e o último, Art of Fighting 3: The Path of the Warrior, em 1996. O jogo também tem uma adaptação em anime de 1993.

## Jogos
- Art of Fighting - Neo Geo SNES, Mega Drive, Playstation e PlayStation 2 - 1992
- Art of Fighting 2
- Art of Fighting 3: The path of the warrior - 1996